# Dosina crebra
Dosina crebra är en musselart som först beskrevs av Hutton 1873.  Dosina crebra ingår i släktet Dosina och familjen venusmusslor. Inga underarter finns listade i Catalogue of Life.